# Cytheromorpha macchesneyi
Cytheromorpha macchesneyi is een mosselkreeftjessoort uit de familie van de Loxoconchidae. De wetenschappelijke naam van de soort is voor het eerst geldig gepubliceerd in 1871 door Brady & Crosskey.